# Derrick Köhn
Derrick Arthur Köhn (Amburgo, 4 febbraio 1999) è un calciatore tedesco, difensore dell'Union Berlino.

## Biografia
Nato ad Amburgo, la sua famiglia è di origini ghanesi.

## Caratteristiche tecniche
È un terzino sinistro.

## Carriera
Dopo gli inizi al Bramfelder è passato all'Amburgo, dove ha militato nel settore giovanile del 2014 al 2017. Nell'estate del 2017 è stato acquistato dal Bayern Monaco che lo ha aggregato alla squadra riserve impegnata in Regionalliga Bayern. Divenuto ben presto un punto cardine della squadra, al termine della stagione 2018-2019 ha vinto il campionato ottenendo la promozione in 3. Liga. Dopo aver recuperato da un infortunio alla caviglia che lo ha costretto a saltare le prime partite si è confermato titolare anche nella categoria superiore, concludendo l'annata con 28 presenze, 2 reti e 8 assist e soprattutto vincendo il campionato alla prima storica partecipazione del club.
Il 29 gennaio 2020 il Bayern Monaco ha annunciato il suo trasferimento a parametro zero al Willem II assieme al compagno di squadra Kwasi Okyere Wriedt a partire dal luglio seguente. Con il club olandese ha firmato un contratto triennale.
Ha esordito in Eredivisie il 12 settembre 2020 in occasione dell'incontro perso 2-0 contro l'Heerenveen, mentre quattro giorni più tardi ha giocato l'incontro di qualificazione all'Europa League vinto 5-0 contro il Progrès Niedercorn.
L'8 febbraio 2024 viene acquistato dal Galatasaray.
Il 30 agosto 2024 viene ceduto in prestito al Werder Brema.
Il 19 agosto 2025 viene acquistato a titolo definitivo dall'Union Berlino.

## Statistiche
Statistiche aggiornate al 20 maggio 2021.

### Presenze e reti nei club
| Stagione                | Squadra                 | Campionato              | Campionato | Campionato | Coppe nazionali | Coppe nazionali | Coppe nazionali | Coppe continentali | Coppe continentali | Coppe continentali | Altre coppe | Altre coppe | Altre coppe | Totale | Totale | Totale |
| Stagione                | Squadra                 | Comp                    | Pres       | Reti       | Comp            | Pres            | Reti            | Comp               | Pres               | Reti               | Comp        | Pres        | Reti        | Pres   | Reti   |        |
| ----------------------- | ----------------------- | ----------------------- | ---------- | ---------- | --------------- | --------------- | --------------- | ------------------ | ------------------ | ------------------ | ----------- | ----------- | ----------- | ------ | ------ | ------ |
| 2017-2018               | Bayern Monaco II        | RL                      | 32         | 2          |                 | -               | -               |                    | -                  | -                  |             | -           | -           | 32     | 2      |        |
| 2018-2019               | Bayern Monaco II        | RL                      | 30         | 0          |                 | -               | -               |                    | -                  | -                  |             | -           | -           | 30     | 0      |        |
| 2019-2020               | Bayern Monaco II        | 3L                      | 28         | 2          |                 | -               | -               |                    | -                  | -                  |             | -           | -           | 28     | 2      |        |
| Totale Bayern Monaco II | Totale Bayern Monaco II | Totale Bayern Monaco II | 90         | 4          |                 | 0               | 0               |                    | -                  | -                  |             | -           | -           | 90     | 4      |        |
| 2020-2021               | Willem II               | ED                      | 31         | 0          | CO              | 1               | 0               | UEL                | 2                  | 0                  |             | -           | -           | 34     | 0      |        |
| Totale carriera         | Totale carriera         | Totale carriera         | 121        | 4          |                 | 1               | 0               |                    | 2                  | 0                  |             | -           | -           | 124    | 4      |        |

## Palmarès

### Competizioni nazionali
- Regionalliga Bayern: 1

Bayern Monaco II: 2018-2019
- 3. Liga: 1

Bayern Monaco II: 2019-2020
- Supercoppa di Turchia: 1

Galatasaray: 2023
- Campionato turco: 1

Galatasaray: 2023-2024